# Nauru House
Nauru House (nazywany również: 80 Collins Street) - 52-piętrowy wieżowiec położony w Melbourne, w Australii. Został zaprojektowany przez firmę Perrott Lyon Timlock & Kesa. 

## Historia
Grunt pod budynkiem został zakupiony w 1971 roku przez rząd Republiki Nauru w cenie 5,3 milionów dolarów australijskich jako forma inwestycji zagranicznej. Po zakończeniu budowy był najwyższym budynkiem w mieście do 1980. Z powodu kryzysu gospodarczego na Nauru od lat 90. XX wieku, rząd republiki w 2004 sprzedał budynek za 140 milionów dolarów australijskich. Obecnie właścicielem tegoż budynku jest Queensland Investment Corporation.